# كورت كونراد
كورت كونراد هو سياسي ألماني، ولد في 19 أكتوبر 1911 في هومبورغ في ألمانيا، وتوفي بنفس المكان في 16 يوليو 1982. نشط حزبياً في الحزب الديمقراطي الاجتماعي الألماني. في 1970 Saarland state election ‏، انتخب عضو في برلمان ولاية سارلاند ‏ عن دائرة قائمة الولاية ‏ خلال فترته النيابية ‏ (13 يوليو 1970 – 14 يوليو 1975) وانتخب عضو في البوندستاغ الألماني خلال فترته النيابية ‏ (15 أكتوبر 1957 – 20 يوليو 1959) وانتخب عضو في البرلمان الأوروبي.

## وصلات خارجية
- كورت كونراد على موقع مونزينجر (الألمانية)